# Borough of Waverley
Waverley ist ein Verwaltungsbezirk mit dem Status eines Borough in der Grafschaft Surrey in England. Er ist nach dem Waverley Abbey benannt, dem ältesten Zisterzienserkloster in Großbritannien. Verwaltungssitz ist Godalming, größte Stadt ist jedoch Farnham. Weitere bedeutende Orte sind Alfold, Bramley, Chiddingfold, Churt, Cranleigh, Dunsfold, Elstead, Ewhurst, Frensham, Haslemere, Witley und Wonersh.
Der Bezirk wurde am 1. April 1974 gebildet und entstand aus der Fusion des Municipal Borough Godalming, der Urban Districts Farnham und Haslemere sowie des Rural District Hambledon.
Koordinaten: 51° 11′ 0″ N, 0° 37′ 0″ W